# Pierre La Paix Ndame
 (février 2025).
La mise en forme du texte ne suit pas les recommandations de Wikipédia : il faut le « wikifier ».
Les points d'amélioration suivants sont les cas les plus fréquents :
- Les titres sont pré-formatés par le logiciel. Ils ne sont ni en capitales, ni en gras.
- Le texte ne doit pas être écrit en capitales (les noms de famille non plus), ni en gras, ni en italique, ni en « petit »…
- Le gras n'est utilisé que pour surligner le titre de l'article dans l'introduction, une seule fois.
- L'italique est rarement utilisé : mots en langue étrangère, titres d'œuvres, noms de bateaux, etc.
- Les citations ne sont pas en italique mais en corps de texte normal. Elles sont entourées par des guillemets français : « et ».
- Les listes à puces sont à éviter, des paragraphes rédigés étant largement préférés. Les tableaux sont à réserver à la présentation de données structurées (résultats, etc.).
- Les appels de note de bas de page (petits chiffres en exposant, introduits par l'outil «  Source ») sont à placer entre la fin de phrase et le point final[comme ça].
- Les liens internes (vers d'autres articles de Wikipédia) sont à choisir avec parcimonie. Créez des liens vers des articles approfondissant le sujet. Les termes génériques sans rapport avec le sujet sont à éviter, ainsi que les répétitions de liens vers un même terme.
- Les liens externes sont à placer uniquement dans une section « Liens externes », à la fin de l'article. Ces liens sont à choisir avec parcimonie suivant les règles définies. Si un lien sert de source à l'article, son insertion dans le texte est à faire par les notes de bas de page.
- La présentation des références doit suivre les conventions bibliographiques. Il est recommandé d'utiliser les modèles {{Ouvrage}}, {{Chapitre}}, {{Article}}, {{Lien web}} et/ou {{Bibliographie}}. Le mode d'édition visuel peut mettre en forme automatiquement les références.
- Insérer une infobox (cadre d'informations à droite) n'est pas obligatoire pour parachever la mise en page.

Pour une aide détaillée, merci de consulter Aide:Wikification.
Si vous pensez que ces points ont été résolus, vous pouvez retirer ce bandeau et améliorer la mise en forme d'un autre article.
Pierre La Paix Ndamè est un acteur, poète, journaliste, et auteur camerounais né le 08 septembre 1987 à Dibombari.

## Biographie
Pierre La Paix Ndamè est né 08 septembre 1987 à Dibombari un arrondissement du département du Moungo, dans la région du Littoral.

## Etudes
Pierre La Paix Ndamè est diplômé d'une licence en communication et d'un DESS en Gestion et Conservation des Patrimoines culturels Immatériels, à l’institut des Beaux-Arts de l’université de Douala à Nkongsamba . Il est titulaire d'un brevet d'études du premier cycle et d'un probatoire allemand. Il obtient par la suite un Baccalauréat espagnol. Pierre parle aussi bien l'Arabe Choa ainsi que le Lingala.

## Débuts
Pierre La Paix Ndamè joue son premier rôle dans le cinéma à N’djamena au Tchad au côté de la Troupe TIC ASTRE en 2008. Ensuite, il est retenu au casting de la célèbre série camerounaise «LE PROCÈS» de Jean de Dieu TCHEGNEBE (Man No Lap)  en 2009 pour les rôles de magistrats .

## Carrière
Au Tchad, Pierre La Paix Ndamè joue dans « Fou à tuer » de Constant Merlo. Et, au Cameroun, il joue dans les series « LE PROCÈS » en 2010, « AMOUR ET TRADITION » en 2013, « LA GUERRE DES BIENS » en 2015, avec Man No Lap. Avec Fingon Tralala, il écrit et joue « Message of God » en 2011,  « Le Bébé de mon Boy » en 2012, « Qui est le Fou 1 et 2 » en 2013. Avec Blaise Option, « Manipulations Fatales » en 2017, « Le Prix du Péché » en 2018 et son long métrage « Mon Sang » en 2019. Et, avec Flavienne Tchatat, il tourne la série « Divine » en 2019.
Il apparaît également 2018 dans la série « Au-delà du Destin » de Constantin Choua et la même année dans la série « Massa ». En 2019, il remarque  sur « Science dans la cité », Dr Stéphane Kenmoe. Et lors de son séjour à Pointe Noire, il travaille avec le Congolais Saïd Bongo, sur le film  Pour une fenêtre. en 2015.Il figure également dans le film français « Fastlife », de Thomas Ngijol. Il est le Procureur corrompu dans la série à succès "La Bataille des Chéries" en diffusion sur A+ en 2024.

### Publications
Pierre La Paix Ndamè a publié en 2005 le recueil « Luth et Lyre (Éditions Espace Création) », ensuite le livre collectif « Le Chant des Larmes »  paru en France (Éditions Lire et Méditer 2010), des plaquettes de lui ont paru au Chili sous le titre « Manifestación (Lp5 editora 2011) », le recueil « Serments » a paru en 2016 aux éditions Edilivre en France. Aux Editions Lp5 Editora, il revient avec le tiitre « Syndrome de Bomono » en 2020. Pierre La Paix vient de publier en 2024 son plus récent recueil de poèmes intitulé "L'Abbé ne fait pas le Moine". (Editions Ô Moso)